# Каза ди Монте (Пистоја)
Каза ди Монте је насеље у Италији у округу Пистоја, региону Тоскана.
Према процени из 2011. у насељу је живело 48 становника. Насеље се налази на надморској висини од 860 м.